# لیفیلد
لیفیلد (به انگلیسی: Leafield) یک روستا و محله مدنی در بریتانیا است که در آکسفوردشر غربی واقع شده‌است. لیفیلد ۹۴۵ نفر جمعیت دارد.